# Liste der denkmalgeschützten Objekte in Tadten
Die Liste der denkmalgeschützten Objekte in Tadten enthält die 5 denkmalgeschützten, unbeweglichen Objekte der burgenländischen Gemeinde Tadten.

## Denkmäler
| Foto |                 | Denkmal                                                          | Standort                                        | Beschreibung | Metadaten |
| ---- | --------------- | ---------------------------------------------------------------- | ----------------------------------------------- | --- | --- |
| ja   | Datei hochladen | Dreifaltigkeitssäule HERIS-ID: 10056 Objekt-ID: 6108             | gegenüber Andauer Straße 43 Standort KG: Tadten | Dreifaltigkeitssäule aus dem Jahr 1834 mit Stiftungsinschrift. | BDA-Hist.: Q38056292 Status: Bescheid Stand der BDA-Liste: 2025-06-30 Name: Dreifaltigkeitssäule GstNr.: 497/2                                                                                 |
| ja   | Datei hochladen | Evang. Filialkirche A.B. HERIS-ID: 10052 Objekt-ID: 6104         | Obere Hauptstraße 44 Standort KG: Tadten        | Erbaut 1913/14. Am 7. Juni 1914 in einem Festakt als Bethaus eingeweiht. | BDA-Hist.: Q38056241 Status: § 2a Stand der BDA-Liste: 2025-06-30 Name: Evang. Filialkirche A.B. GstNr.: 347/2                                                                                 |
| ja   | Datei hochladen | Ortskapelle hl. Johannes Nepomuk HERIS-ID: 10054 Objekt-ID: 6106 | bei Obere Hauptstraße 49 Standort KG: Tadten    | Kapelle mit gestuftem Giebel und Glockentürmchen; gestiftet 1873. | BDA-Hist.: Q38056272 Status: § 2a Stand der BDA-Liste: 2025-06-30 Name: Ortskapelle hl. Johannes Nepomuk GstNr.: 336/1 Nepomukkapelle, Tadten                                                  |
| ja   | Datei hochladen | Kath. Pfarrkirche hl. Michael HERIS-ID: 10051 Objekt-ID: 6103    | bei Untere Hauptstraße 11 Standort KG: Tadten   | Ein klassizistischer Sakralbau aus dem Jahr 1804 wurde in der Mitte des 20. Jahrhunderts modern erweitert. | BDA-Hist.: Q23689796 Status: § 2a Stand der BDA-Liste: 2025-06-30 Name: Kath. Pfarrkirche hl. Michael GstNr.: 343 Pfarrkirche hl. Michael, Tadten                                              |
| ja   | Datei hochladen | Meierhofsiedlung in Neuhof HERIS-ID: 10058 Objekt-ID: 6110       | Neuhof 1 Standort KG: Tadten                    | Diese Siedlung ist eine Meierhofsiedlung südwestlich des Ortes an der Straße nach Wallern. Ende des 18./Anfang des 19. Jahrhunderts wurde die Anlage errichtet, die heute noch gut erhalten ist. Sie besteht aus dem ehemaligen Verwaltungsgebäude, Arbeiterwohnhäusern, einem Getreidespeicher, einer ehemaligen Schmiede und Wagnerei mit Wasserturm sowie etlichen Stall- und Wirtschaftsgebäuden. | BDA-Hist.: Q38056325 Status: Bescheid Stand der BDA-Liste: 2025-06-30 Name: Meierhofsiedlung in Neuhof GstNr.: 2100/1, 2100/4, 2101/1, 2101/2, 2101/4, 2101/6, 2102/2 Meierhofsiedlung, Tadten |